# ヨッヘン・ブルシュ
ヨッヘン・ブルシュ（Jochen Brusch, 1955年10月10日 - ）は、ドイツのヴァイオリン奏者。
エッセンの生まれ。地元とハノーファーの音楽院を経てロンドン王立大学でヴァイオリンを専攻。1980年から1985年までデンマークのヘアニング市でピアノ三重奏団のメンバーとして活動。1985年から1988年までエッセン・フィルハーモニー管弦楽団のコンサートマスターを務めた。1988年にテュービンゲンに移住し、当地の音楽学校で教鞭をとりながら演奏活動を継続。2003年にはタンゴ・プロットというアンサンブルを結成し、バヤン奏者のアンドレ・ムーランともデュオを組んでクラシック音楽というジャンルの枠にとらわれない演奏活動を展開するようになった。また、オルガニストのスヴェン＝イングヴァルト・ミッケルセンと組んで、プロコル・ハルム、ピンク・フロイド、ドアーズやジェスロ・タル等の楽曲を編曲したコンサートを行っている。